# Poecilochroa behni
Poecilochroa behni är en spindelart som beskrevs av Tord Tamerlan Teodor Thorell 1891. Poecilochroa behni ingår i släktet Poecilochroa och familjen plattbuksspindlar.
Artens utbredningsområde är Nicobarerna. Inga underarter finns listade i Catalogue of Life.